# Національний репозитарій академічних текстів
Національний репозитарій академічних текстів (англ. National Repository of Academic Texts) — українська загальнодержавна розподілена електронна база даних, в якій накопичуються, зберігаються і систематизуються академічні тексти.
Основною метою Національного репозитарію є сприяння розвитку освітньої, наукової, науково-технічної та інноваційної діяльності шляхом поліпшення доступу до академічних текстів та сприяння академічній доброчесності.
Власником Національного репозитарію є держава в особі МОН, яке визначає розпорядника Національного репозитарію і затверджує регламент. У липні 2018 року такий регламент було затверджено Міністерством освіти і науки України.